# Judit Polgár
Judit Polgár (Budapest, 23 de juliol de 1976) és una jugadora d'escacs hongaresa, que fou nena prodigi dels escacs; té el títol de Gran Mestra des de d'edat de 15 anys i quatre mesos, i fou la persona més jove de la història, en aquell moment, a obtenir aquest títol. Igual que les seves germanes Zsuza i Zsofia, és parlant nadiua de la llengua auxiliar esperanto, tot i que ja no el parla per haver deixat de practicar-lo durant quinze anys.
És considerada la millor jugadora d'escacs femenina de la història.  El maig del 2010 era l'escaquista número 50 del món segons la llista d'Elo de la FIDE (que inclou homes i dones) amb 2.682 punts. És l'única dona entre els 100 millors de la llista de la FIDE absoluta, i durant molts anys la primera dona en aquesta llista, en què ha arribat a estar en el 18è lloc mundial absolut. El 1988 va ser guardonada amb el primer Òscar dels escacs femení.
Tot i que roman inactiva des del setembre de 2014, a la llista d'Elo de la FIDE de l'agost de 2020, hi tenia un Elo de 2.675 punts, cosa que en feia el jugador (absolut) número 3 (en actiu) d'Hongria, la jugadora número 1 mundial, i el 65è millor jugador (absolut) al rànquing mundial. El seu màxim Elo va ser de 2.735 punts, a la llista de juliol de 2005 (posició 9 al rànquing mundial). El 13 d'agost del 2014, va anunciar la seva retirada dels escacs competitius.

## Biografia i resultats destacats en competició
Judit va aprendre a jugar a escacs gràcies al seu pare, Laszlo Polgár, que va organitzar per a les seves filles un programa educatiu en què els escacs es trobaven presents en un lloc preferencial. La germana gran, Zsuzsa Polgár, també és GM i la segona, Sofia, es MI.
El 1988 es proclamà campiona del món Sub-12 absoluta, a Timişoara.
Polgár va obtenir el títol de Gran Mestra als 15 anys i es va convertir en el seu temps en la persona més jove que l'obtenia. El 1990 es proclamà campiona del món Sub-14 absoluta, en una competició que reunia nois i noies, a Fond du Lac.
Va guanyar el torneig OHRA-B d'Amsterdam 1990, empatada al primer lloc amb Vladímir Tukmàkov.
Va aconseguir la victòria al Campionat d'Hongria del 1991 a Budapest, i fou l'única dona campiona absoluta del país. També ha obtingut triomfs destacables als torneigs de Hastings (1992-1993) i a Madrid (1994), derrotant jugadors d'elit com ara Gata Kamsky, Aleksei Xírov o Valeri Sàlov. També va obtenir el triomf al torneig de Stornoway, l'any 1995, i a Leon 1996, US Open 1998, Hoogeveen 1999, Siegman 1999, Japfa 2000, i el Memorial Najdorf 2000.
El 2001, fou 4a en el Campionat d'Europa individual, a Ohrid, Macedònia. En aquest torneig, estigué a punt d'obtenir la medalla de bronze, un èxit sense precedents per a una jugadora en un europeu absolut. El 2011, fou 3a en la 12a edició de la mateixa competició, realitzada a Aix les Bains.
El 2003, empatà al 3r-4t lloc amb Borís Guélfand a la cinquena edició del torneig d'Enghien-les-Bains, a França, rere Ievgueni Baréiev (1r) i Michael Adams (2n).
El 2011 al Campionat d'Europa absolut celebrat a Aix les Bains, hi empatà en el primer lloc, amb 8,5-11 punts, amb Vladímir Potkin, Radosław Wojtaszek, i Oleksandr Moissèienko, però fou tercera per desempat, i s'hagué de conformar amb la medalla de bronze.
Entre l'agost i el setembre de 2011 participà en la Copa del món de 2011, a Khanti-Mansisk, un torneig del cicle classificatori pel Campionat del món de 2013, i hi tingué una bona actuació; avançà fins als quarts de final, ronda en què fou eliminada per Piotr Svídler (½-1½). El desembre de 2011 fou sisena en el Campionat d'Europa d'escacs Blitz, disputat a Polònia (el campió fou Hrant Melkumian).